# Herrn Kukas Empfehlungen (Film)
Herrn Kukas Empfehlungen (polnischer Originaltitel Lekcje Pana Kuki) ist die Verfilmung von Radek Knapps gleichnamigen Roman aus dem Jahr 2008. Regie bei dieser österreichisch-polnischen Produktion führte Dariusz Gajewski. Die Hauptfigur des Waldemar, der sich entschlossen hat, den Sommer im Westen zu verbringen, wird von Łukasz Garlicki verkörpert. Tragende Rollen sind mit August Diehl und Nadia Cameron-Blakey besetzt.

## Handlung
Der Traum des jungen Polen Waldemar ist es von klein auf, die Welt kennenzulernen. Nun will er erst einmal den Sommer im Westen verbringen. Sein westerfahrener Nachbar Kuka, der als Saisonarbeiter in diversen westlichen Ländern unterwegs war, empfiehlt ihm eine Reise nach Wien und gibt ihm auch Tipps für den Aufenthalt dort mit. Seine erste Regel lautet: „Es ist nicht wichtig, wohin du fährst, denn Westen ist überall, es ist nur wichtig, wie du zurückkommst.“ Seine zweite Lektion, die er ausschweifend erklärt, mündet in der Weisheit: „Westliche Kacke und östliche Kacke sind identisch.“ Wortreich erklärt er sodann, warum Waldemar niemals zugeben dürfe, dass er aus Polen komme, selbst dann nicht, wenn man ihn foltere und erklärt das zu seiner dritten Lektion. Zu Wien bemerkt Herr Kuka, dass dort zwei Millionen Museumswärter auf engstem Raum zusammenleben und dauernd über den Tod reden würden, allerdings gebe es dort nicht nur Selbstmörder, sondern auch eine Menge Köstlichkeiten, wie beispielsweise die Mehlspeise „Lippizaner“ und Sehenswürdigkeiten gebe es da natürlich auch. Rein zufällig kenne er jemanden, der ein vorzügliches Busunternehmen habe, das Waldemar nach Wien bringen könne.
Doch Herrn Kukas Empfehlungen erweisen sich nicht als sonderlich brauchbar. Bereits auf der Busfahrt nach Wien hat Waldemar da so seine Zweifel, ob Realität und das, was Herr Kukas ihm anempfohlen hat, übereinstimmen. Schon der Bus, mit dem Waldemar unterwegs ist, sieht nicht sehr vertrauenerweckend aus, und die Insassen wirken so gar nicht wie gewöhnliche Touristen. Ihr Bestreben scheint allein darin zu liegen, Zigaretten, Würste und Wodka in großen Mengen über die Grenze zu schmuggeln.
Endlich in Wien angekommen, muss Waldemar feststellen, dass Herr Kukas ihn dazu benutzt hat, eine wertvolle Münze über die Grenze in den Westen zu schmuggeln. Das Hotel „Vier Jahreszeiten“, das ihm empfohlen wurde, stellt sich als Parkbank mit Blick aufs Belvedere-Schlosspark-Hotel heraus. Waldemar lässt sich davon jedoch nicht beirren, auch dann nicht, als ihn Geldprobleme auf den Arbeiterstrich führen, wo er zu allem Übel auch noch von seinen polnischen Landsleuten übers Ohr gehauen wird. Problematischer ist da schon die Sache mit der Frau, die ihm seine Kumpel als Geburtsgeschenk offerieren, ohne dass Waldemar das anfangs ahnt. Auf ihren Rücken haben sie mit Kugelschreiber ihre Glückwünsche geschrieben.
Als Waldemar den ehemaligen deutschen Pianisten und Kleinkriminellen Lothar kennenlernt, der der Meinung ist ein moderner Robin Hood zu sein, will dieser ihn zu einem Bankraub überreden. Auch darauf reagiert Waldemar gelassen, aber gleichzeitig auch neugierig und mit der ihm eigenen Naivität, einer gewissen Unverfrorenheit und einer Portion Charme. Alles, was ihm geschieht, sieht er als Abenteuer, die das Leben und die von ihm besuchte Stadt für ihn bereithalten. Irgendwann stellt sich Waldemar jedoch die Frage, wozu er eigentlich hergekommen ist.
Die Antwort darauf erhält er in der Gestalt einer geheimnisvollen Geliebten.

## Produktion

### Dreharbeiten
Gedreht wurde Herrn Kukas Empfehlungen, Untertitel Das Beste am Westen ist was man daraus macht, im Herbst 2006 in Łódź und in Wien. Die Herstellung des von der Prisma Film- und Fernsehproduktion GmbH produzierten Films wurde unter anderem vom Filmfonds Wien und vom Film/Fernseh-Abkommen des ORF gefördert. Eine weitere Förderung erfolgte durch das polnische Filminstitut Eurimages. Koproduziert wurde der Film von der Opus Film, Polen. Verliehen wurde der Film durch Filmladen, Österreich.
Dem Film stand ein Budget von 1,8 Millionen Euro zur Verfügung.

### Hintergrund
Regisseur Gajewski, 1964 in Warschau geboren, im selben Jahr wie Autor Radek Knapp, erzählte, dass ihm, sofort nachdem er das Buch gelesen hatte, klar war, dass er es verfilmen wolle. „Einen Roman zu finden, der meine eigenen Erfahrungen beschreibt, bedeutete für mich einen großen Glücksfall“, meinte er, und ergänzte, die Geschichte hätte auch von ihm stammen können, wenn er nur halbwegs so interessant schreiben könnte wie Radek.
Łukasz Garlicki äußerte sich über das Projekt, dass es aus verschiedenen Gründen ein ganzes besonderes für ihn gewesen sei. Einmal, weil er Gelegenheit gehabt habe mit Dariusz Gajewski zu arbeiten, was gleichzeitig eine größere Herausforderung und ein großes Vergnügen sei. Seine große Rolle habe ihm zudem die Möglichkeit gegeben, „eine fertige Figur aus Fleisch und Blut darzustellen“. Er möge solch schwierige Rollen sehr. Ein weiterer Grund sei die Arbeit am Set gewesen, die „zwar meistens anstrengend, aber sehr kreativ  und inspirierend“ gewesen sei. Zudem sei es „ein Genuss“, mit Schauspielern wie zum Beispiel Andrzej Grabowski zu arbeiten. Da der Film größtenteils in Wien gedreht wurde, sei ein Nebeneffekt gewesen, dass Menschen ja bekanntlich zusammenhalten würden, wenn sie gemeinsam in einem anderen Land seien. Auch die Gelegenheit, mit Schauspielern aus anderen Ländern zusammenzuarbeiten und ihren Zugang zu den Rollen zu beobachten, sei bereichernd und in einer fremden Sprache zu spielen, sei stets „ein horizonterweiterndes Erlebnis, das einen zu einem besseren Schauspieler“ mache.

### Filmmusik
Der Film hat zwei dominierende Musikrichtungen:
- die moderne, komponiert von der mit dem Regisseur befreundeten Band Kormorany
(Michał Litwiniec, Paweł Czepułkowski und Tomek Sikora).
- klassische Kompositionen von Erik Satie und Gioachino Rossini,
interpretiert vom Debussy-Trio München.

Durch die Verbindung beider Musikrichtungen drücke sich „emotional und ästhetisch der Sinn des Films“ aus. Das „allmähliche gegenseitige Durchdringen dieser Stilrichtungen, die zwei separate Welten bilden, und schließlich ihre Koexistenz“ – sei weitaus wichtiger „als in Worte gefasste Wahrheiten“. Aus diesem Grund habe es circa ein Jahr gedauert, bis man die passende Musik für Herrn Kukas Empfehlungen gefunden habe.

## Veröffentlichung
Die Uraufführung des Films in Österreich fand am 5. September 2008 statt, der allgemeine Kinostart ebenfalls. Erstmals wurde der Film am 10. September 2013 vom Sender ORF eins gezeigt, die Premiere in Deutschland war am 4. Mai 2016 beim Sender 3sat.
Am 17. September 2008 wurde der Film auf dem Gdynia Polish Film Festival in Polen vorgestellt und am 17. Oktober 2008 auf dem Internationalen Filmfestival in Warschau. Ab dem 21. November 2008 war Lekcje pana Kuki dann in den polnischen Kinos zu sehen. Der internationale Titel des Films lautet Mr. Kuka’s Advice.

## Rezeption

### Kritik
„Adaption eines heiteren Romans, die in vielen kleinen Geschichten vergnüglich Ost-West-Klischees aneinanderreiht. Eine unaufgeregte Schelmengeschichte mit verschrobenen Figuren und originellen Wendungen.“

Die Presse meinte, „[Regisseur Gajewskis] neckischen Spielchen mit kulturellen Gemeinplätzen fehl[e] der alltagsschlaue Unterboden des Buchs, der Film verkomm[e] zur ungelenken Aneinanderreihung absurder Situationen, die gelegentlich große Schauspieler verschönern“ würden.
In der Kronen Zeitung war zu lesen: „Kulturkritische Situationskomik trifft hier augenzwinkernd auf so manches fremdenfeindliche Vorurteil. Nach und nach wird unser Antiheld zum Europäer. Wie er sich ‚durchschlawinert‘ und in jedes nur erdenkliche Fettnäpfchen tappt, ist irgendwie rührend und menschlich.“
Cinema fasste seine Kritik in dem Satz zusammen: „Amüsanter Kulturclash mit August Diehl.“
Der Filmdienst sah das ähnlich und sprach von der „Adaption eines heiteren Romans“ dessen Verfilmung „in vielen kleinen Geschichten vergnüglich Ost-West-Klischees aneinanderreih[e]. Eine unaufgeregte Schelmengeschichte mit verschrobenen Figuren und originellen Wendungen.“
ORF.at meinte, Roman und Film seien eine „Liebeserklärung an Wien, die Stadt der schrulligen Figuren“.
Die Wiener Zeitung kritisierte, dass die Verfilmung von Radek Knapps Schelmenroman „hauptsächlich durch flache Harmlosigkeit“ auffalle. Zwischen „Hans im Glück und Parsifal genüg[e] sich die Komödie meist in märchenhaftem Ambiente“. Die „Gegensätze zweier Welten“ seien „kaum sozialkritisch oder satirisch angehaucht“, dafür gebe es „einige Migranten-Klischees“. „Ernsthafte Probleme“ würden „lieb und nett abgehandelt. Wem das genüge…“
Auf der Seite Deutsches Polen-Institut meinte man, die Komödie sei „kein Drama geworden“ – „Gajewski verleih[e] der Geschichte einen sanften Hauch von Magie und Ironie, welche die Alltagsgeschichte ins Metaphysische hebe“.
Die Kritik von Karoline Zobernig, Jugendreferat Land Steiermark, fiel vernichtend aus. Sie konnte sich nicht erklären, warum die Geschichte über Valdemar als Film gedreht wurde. Vermutlich habe man „mehr gewollt, als tatsächlich gelungen“ sei. „Angesichts des kärglichen Ertrags“ sei „das beinahe zu hoffen“. Die „Erzählung krank[e] von vorne bis hinten, schlepp[e] sich von Minute zu Minute, und [werde] vom wenig sympathischen Protagonisten nicht gerade erträglicher gemacht“. Warum der Protagonist dies oder das tue, sei eine „gute Frage“. Ihre Antwort sei –  „Willkür, einfach eine neunzigminütige Studie über Willkür.“
Zobernigs Kritik an der Besetzung mit dem jungen Polen Lukasz Garlicki stand in Widerspruch zu der Aussage bei OE24, wo von einer „charismatische[n] Besetzung“ die Rede war und dass man mit dem Hauptdarsteller jemanden gefunden habe, „der die grenzenlose Naivität Waldemars sympathisch verkörper[e], ohne die Figur als völligen Dummkopf zu denunzieren“. Wohlwollend erwähnt wurden auch Lukas Resetarits in einer „prägnanten Szene als Grenzbeamter“, Branko Samarowski als Puppendoktor Bernstein, Krista Stadler als Zimmerwirtin, die in ihrer Rolle „in Abgründe blicken“ lasse sowie August Diehl, der „die vielschichtige Figur eines verwöhnten deutschen Pianisten, der seine Spielhemmung mit immer gewagteren Diebestouren zu bekämpfen“ suche, gestalte.

### Auszeichnung
Filmfestival Der Osten und Westen: Klassiker und Avantgarde in Orenburg:
- 2008: Schauspielpreis für Łukasz Garlicki